# Gunung Kerihun
Gunung Kerihun är ett berg i Indonesien. Det ligger i den nordvästra delen av landet, 1 100 km nordost om huvudstaden Jakarta. Toppen på Gunung Kerihun är 1 960 meter över havet.
Terrängen runt Gunung Kerihun är huvudsakligen lite bergig.  Trakten runt Gunung Kerihun är nära nog obefolkad, med mindre än två invånare per kvadratkilometer. Det finns inga samhällen i närheten. I omgivningarna runt Gunung Kerihun växer i huvudsak städsegrön lövskog.